# Chiesa di Santa Maria Assunta (Calendasco)
La chiesa di Santa Maria Assunta è la parrocchiale del comune italiano di Calendasco, in provincia di Piacenza e diocesi di Piacenza-Bobbio; fa parte del vicariato della Bassa Val Trebbia e della Val Luretta.

## Storia
Un primo edificio religioso a Calendasco viene citato all'interno di alcuni documenti di epoca longobarde, tra i quali è presente un documento riportante la data del 18 aprile 784 all'interno del quale viene descritto che la chiesa gode del diritto di decima. L'edificio è consacrato a Santa Maria e viene chiamato di Santa Maria in monticello, a causa della sua localizzazione in cima ad una piccola altura in modo da essere protetta in caso di inondazioni del vicino fiume Po.

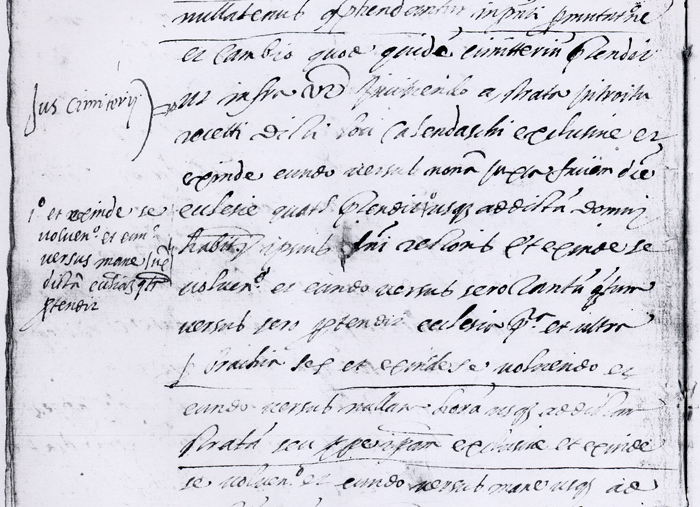
Particolare dell'atto del 1461 che concede diritto di cimitero al presbitero della chiesa

La chiesa originale viene sostituita in epoca medievale da un nuovo edificio, che viene costruito nella stessa posizione del precedente, del quale non rimangono resti.
Con un atto del 1461 viene concesso al presbitero della chiesa di Calendasco il diritto di cimitero.
A causa della posizione di Calendasco lungo il tracciato della via Francigena, la chiesa è storicamente toccata dal passaggio dei pellegrini.
Durante il XVII secolo la chiesa è citata in alcuni documenti come plebs, cioè pieve, ed è sede di un'arcipretura.
Nel 1735 la chiesa subisce dei radicali lavori di ampliamento e restauro, citati nei registri parrocchiali dell'epoca. Il campanile viene elevato successivamente, nel 1910.
La consacrazione della chiesa all'assunzione di Maria risale al 1950, in seguito alla costituzione dogmatica Munificentissimus Deus con cui papa Pio XII decreta il dogma dell'Assunzione in anima e corpo di Maria Santissima al Cielo.

## Struttura

### Esterno
La chiesa sorge nel centro di Calendasco, nei pressi del castello. Si accede ad essa tramite una scalinata di forma poligonale che svolge anche la funzione di sagrato. La facciata a vento è realizzata in stile neoclassico e presenta un frontone dalla forma triangolare interrotto e spezzato. Un orologio rotondo è presente nel mezzo del timpano.
La facciata si presenta tripartita, mentre agli angoli la rinserrano due ordini sovrapposti di lesene a fascio: quelle inferiori sono caratterizzate dallo stile dorico, mentre quelle superiori seguono lo stile ionico. A dividere i due ordini di lesene si trova una trabeazione spezzata in aggetto.
Sulla facciata si apre un unico portone rettangolare, posto in posizione centrale che permette di accedere all'interno dell'edificio. Al di sopra del portone si trovano una nicchia a tutto sesto al cui interno è posta una statua della vergine Maria e un finestrone dalla forma rettangolare decorato con una cornice modanata e dotato di una balaustra con piccoli pilastri.

### Interno

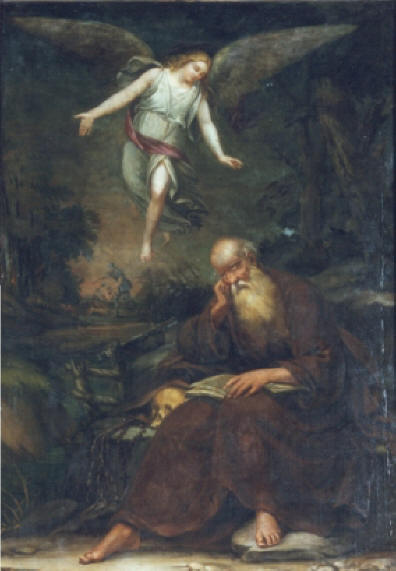
Dipinto raffigurante San Corrado

L'interno dell'edificio si presenta a navata unica con pianta basilicale decorata da lesene di ordine dorico su tre campate. Sui lati sono presenti due cappelle laterali dalla pianta circolari poste in corrispondenza della seconda campata: la cappella posta sulla destra è dedicata alla Beata Vergine del Sacro Cuore, mentre quella posta sul lato opposto è dedicata a San Corrado Confalonieri, nativo di Calendasco.
Il presbiterio è posto su un piano più alto rispetto al resto dell'edificio ed è accessibile tramite una coppia di gradini realizzati in marmo. Esso si apre rispetto alla navata tramite un arco a tutto sesto strombato ed è caratterizzato da una struttura rettangolare con due campate e volta a botte. Nelle sue pareti laterali si trovano due arcate a tutto sesto, all'interno delle quali si trovano il coro e lo spazio per l'organo.
Sulle pareti sono presenti alcune tele risalenti al XVI e al XVII secolo provenienti dalla chiesa preesistente, dalla quale, invece, non furono recuperati gli affreschi. Tra i dipinti cinquecenteschi è presente una pala risalente alla fine del cinquecento, rappresentante san Corrado Confalonieri in posizione di meditazione assistito da un angelo e posta alle spalle dell'altare della cappella a lui dedicata.
Più recenti sono i dipinti opera del conte Faustino Perletti, nativo di Calendasco, realizzati nel corso del XIX secolo, e l'abside, affrescato nel 1971 da parte del pittore piacentino Luciano Ricchetti, che raffigura Gesù in croce, con ai suoi piedi la Vergine Maria sostenuta da san Giovanni apostolo, sant'Antonino, san Corrado Confalonieri, santa Rita da Cascia e san Savino. Opera dello stesso Ricchetti sono anche due affreschi posti in posizione laterale e raffiguranti rispettivamente la natività di Cristo e la Resurrezione.